# Percalle

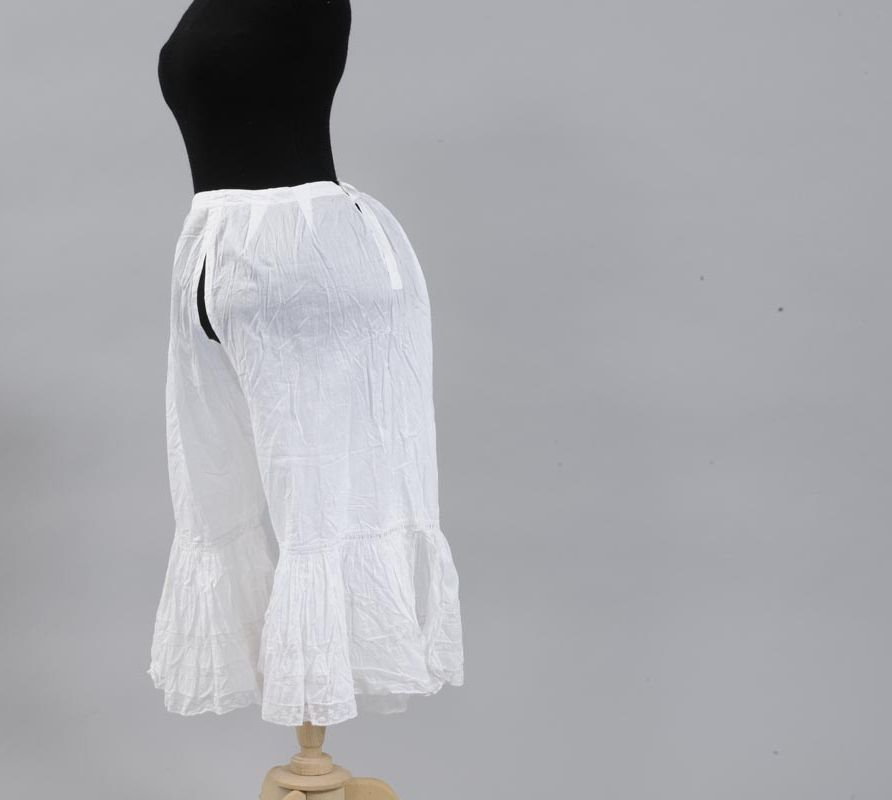
Mutandoni in percalle

Il percalle è un tipo di tessuto ad armatura tela, di medio peso, molto fine e compatto, di mano liscia. 
Realizzato con filati molto sottili di cotone pettinato o di poliestere, a volte in mischia tra loro; deve la caratteristica di finezza e compattezza all'alto numero di fili per centimetro (riduzione tra 70 e 80). Viene utilizzato per la confezione di abbigliamento e biancheria femminile come camicette e sottovesti, ma principalmente per lenzuola e biancheria da letto.